# Alexandru Mandy
Alexandru Mandy, né Armand Abram Penchas le 9 août 1914 à Craiova et mort le 10 octobre 2005 à Jimbolia, est un compositeur juif roumain.

## Carrière
Mandy fait ses premiers grands débuts de compositeur avec son Song of the Wind. Il écrit parfois des paroles sur des musiques instrumentales préexistantes, mais la majorité de ses chansons sont des compositions entièrement originales. Sa bande originale est chantée par Mihaela Mihai (ro) et Sergiu Cioiu (ro).
Il est fortement inspiré par l'artiste roumain Constantin Brâncuși. À l'âge de vingt ans, il découvre le travail de Brâncuși lors d'une rencontre avec la poétesse Elena Farago. Nombre de ses œuvres, comme sa Colonne sans fin, Tableau du silence (ro), Porte du baiser (ro), et Majesté (ro) sont commémorés dans les chansons de Mandy. Une grande partie de son travail est également influencée par sa fierté pour sa patrie, la Roumanie. En 1966, il compose Ta Voix, un hommage à Maria Tănase. En outre, il interprète d'autres morceaux influencés par la culture traditionnelle roumaine, tels que Cânt pentru bradul meu (Je chante pour mon arbre) et Un grai, o vatră, un isvor (Une voix, un foyer, une source). Sa pièce Ierusalim est un hommage aux victimes de la prise d'otages des Jeux olympiques de Munich.
En 1966, au Festival national de musique légère de Mamaia (ro), il reçoit le Seaside Award pour Le chant du vent. Les interprétations de Mihai de La colonne sans fin et Sous un coin de ciel valent à Mandy le prix de l'Union des compositeurs et musicologues roumains (ro).

## Vie privée
Mandy a fait ses études supérieures à la faculté de pharmacie de Bucarest. Comme tous les Juifs de l'époque en Roumanie, il doit porter l'étoile jaune, et il se consacre principalement au travail. Il est déporté en Transnistrie dans les années 1940 pendant la seconde moitié de la Seconde Guerre mondiale, et après son retour en Roumanie, il devient directeur des études à l'université nationale de théâtre et de cinéma de Caragiale pendant les années 1950 à 1952.
Il meurt en 2005 dans une maison de retraite à Jimbolia et est enterré au cimetière juif séfarade de Bucarest.